# Хон Тай-Фай, Савио
Савио Хон Тай-Фай (кит. 韓大輝; род. 21 октября 1950, Гонконг) — гонконгский прелат, куриальный сановник, ватиканский дипломат и салезианец. Титулярный архиепископ Силы 23 декабря 2010. Секретарь Конгрегации Евангелизации народов с 23 декабря 2010 по 28 сентября 2017. Ранее он служил профессором богословия в семинарии Святого Духа Гонконга. Апостольский нунций в Греции с 28 сентября 2017 по 24 октября 2022. Апостольский нунций на Мальте с 24 октября 2022.

## Ранняя жизнь и образование
Савио Хон Тай-Фай родился в Гонконге, 21 октября 1950 года. После обучения в школе салезианцев, он дал свои первые монашеские обеты 15 августа 1969 года. Он дал вечные обеты 15 августа 1975 года и был рукоположён в священники в Гонконге 17 июля 1982 года. Он получил степень бакалавра философии в Лондонском университете и степень доктора богословия в Папском Салезианском университете в Риме.

## Богослов
Он занимал различные должности в своем институте, в том числе: провинциальный секретарь, декан провинциального дома, провинциал-делегат массовых коммуникаций, глава и председатель в большинстве провинциальных капитулов, вице-провинциал, провинциал-делегат в большинстве генеральных капитулов, модератор генерального капитула 2002 года. Он работал в качестве учащего и приглашенного профессора в различных семинариях в Китае. Его научная работа появилась в различных публикациях, в особенности в богословии. Он также несет ответственность за перевод на китайский язык Катехизиса Католической Церкви. Он принадлежит к провинция салезианцев Китая, которая охватывает Китай, Гонконг, Макао, Тайвань.

## Куриальный сановник
Он стал членом Папской академии богословия в 1999 году. Он работал в качестве члена Международной теологической комиссии с 2004 года. Он служил в качестве профессора богословия в семинарии в Гонконге, когда 23 декабря 2010 года он был назначен титулярным архиепископом Сила и Секретарём Конгрегации Евангелизации Народов папой римским Бенедиктом XVI. Избранный архиепископ Хон Тай-Фай наследовал Роберу Сара, который был назначен председателем Папского Совета Cor Unum.
Хон Тай-Фай сказал, что он получил уведомление за несколько часов до того как пресс-служба Святого Престола сделала официальное объявление. По его словам, «первое, что нужно сделать сейчас, это молиться о Божью благодати, чтобы стать подходящим инструментом».Отец Хон Тай-Фай знает папу в течение многих лет, тогда когда тогдашний кардинал Ратцингер был председателем ex officio Международной теологической комиссии в своей роли в качестве префекта Конгрегации Доктрины Веры. Папа часто показывал свою заботу о Церкви в Китае, когда они встречались, сказал он. Отец Хон Тай-Фай ожидает, что в своей новой роли в Римская Курия может консультироваться с ним по делам Китайской Церкви, благодаря его многолетнему опыту работы в качестве приглашенного профессора в различных семинариях в Китае.
Архиепископ Савио Тай-Фай был рукоположён в епископы в Риме 5 февраля 2011 года папой римским Бенедиктом XVI вместе с архиепископом Марчелло Бартолуччи — Секретарём Конгрегации по Канонизации Святых который был назначен в тот же день, что и Сельсо Морга Ирусубьета, который был назначен секретарём Конгрегации по делам духовенства.

## Папский дипломат

### Апостольский нунций в Греции
28 сентября 2017 года Папа Франциск назначил архиепископа Савио Тай-Фая апостольским нунцием в Греции.

## Апостольский нунций на Мальте
24 октября 2022 года Папа Франциск назначил архиепископа Савио Тай-Фая апостольским нунцием на Мальте.